# Kleibán Antal
Kleibán Antal (Salgótarján, 1933. október 23. – 2011. október 4.) magyar bajnok labdarúgó, fedezet, edző.

## Pályafutása

### Klubcsapatban
1952-ig a Salgótarjáni BTC játékosa volt. 1953 és 1967 között a Csepel SC csapatában játszott, mint balfedezet. Tagja volt az 1958–59-es idényben bajnokságot nyert csapatnak. Összesen 278 bajnoki mérkőzésen lépett pályára. 1967-ben vonult vissza.

### A válogatottban
Hétszeres utánpótlás válogatott (1953–57), kilencszeres B-válogatott (1953–58, 1 gól), egyszeres ifjúsági válogatott (1954), egyszeres Budapest válogatott (1960).

### Edzőként
1968-tól 1979-ig a Csepel utánpótlás edzője volt. 1979-ben az Orosházi MTK trénere lett.

## Sikerei, díjai
- Magyar bajnokság
  - bajnok: 1958–59